# 西谷敏
西谷 敏（にしたに さとし、1943年（昭和18年）8月24日 - ）は、日本の法学者。法学博士（学位論文「ドイツ労働法思想史論　集団的労働法における個人・団体・国家」）。名誉法学博士（フライブルク大学・2004年）。大阪市立大学名誉教授。元民主主義科学者協会法律部会理事。兵庫県神戸市出身。

## 略歴
- 1956年神戸市立長田小学校卒業。
- 1959年神戸市立西代中学校卒業。
- 1962年兵庫県立神戸高等学校卒業。
- 1966年京都大学法学部卒業。
- 1971年同大学院法学研究科博士課程単位取得退学（指導教授:片岡曻）。大阪市立大学法学部助教授。
- 1983年同法学部教授・同大学院法学研究科教授。
- 1988年大阪市立大学にて「ドイツ労働法思想史論　集団的労働法における個人・団体・国家」で、法学博士の学位を受く[3]。
- 1991年ドイツ・フライブルク大学客員教授。
- 1992年同法学部長。
- 1997年日本労働法学会代表理事。日本学術会議会員。
- 2001年大阪市立大学大学院法学研究科教授。奈良県労働委員会公益委員。
- 2004年ドイツ・フライブルク大学より名誉法学博士号を授与さる。
- 2007年に大阪市立大学定年退官。同名誉教授。近畿大学法科大学院教授。
- 2010年に近畿大学定年退職[4]。
- 2019年近畿大学法科大学院客員教授[5]。

## 専門領域
専門は労働法・ドイツ労働法だが、特に労働組合法を研究している。

## 主著
- 『労働法における個人と集団』（有斐閣、1992年）
- 『ゆとり社会の条件─日本とドイツの労働者権』（1992年、旬報社）
- 『労働組合法』（有斐閣、初版1998年、第2版2006年）

Vergleichende Einführung in das japanische Arbeitesrecht,  Carl Heymanns Verlag, 2003
- 『規制が支える自己決定―労働法的規制システムの再構築』（法律文化社、2004年）
- 『労働法』（日本評論社、2008年）
- 『労働法の基礎構造』（2016年）